# Pauridiantha pierlotii
Pauridiantha pierlotii är en måreväxtart som beskrevs av Nicolas Hallé. Pauridiantha pierlotii ingår i släktet Pauridiantha och familjen måreväxter. Inga underarter finns listade i Catalogue of Life.